# Iván Patachich
Iván Patachich [ˈivaːn ˈpɒtɒʧiʧ] (* 3. Juni 1922 in Budapest; † 9. Mai 1993 ebenda) war ein ungarischer Komponist.

## Leben
Sein Studium absolvierte er an der Franz-Liszt-Musikakademie in Budapest von 1941 bis 1947 – Komposition bei Albert Siklós, János Viski und Ferenc Szabó und Dirigieren bei János Ferencsik.
Zunächst betätigte er sich als Dirigent von Theater-Orchestern, des Staatsopern-Orchesters (1943–1947) als auch des Orchesters der Lustigen Oper (1947–1948) und des Madách-Theaters (1951–1952). 1952 wurde er Musikdirektor beim ungarischen Filmstudio Mafilm. Diesen Posten hatte er bis 1987 inne.
Er komponierte rund 200 Filmmusikwerke. In seinem Œuvre befinden sich zudem zwei Opern und drei Ballette. Ab 1958 wandte er sich auch der elektronischen Musik zu. Dazu experimentierte er in Studios in Bratislava, Budapest, Stockholm, Stuttgart, Utrecht und New York. Er gewann auf diesem Terrain zwei Preise in Bourges 1978 und 1984.

## Werke

### Werke für Orchester
- 1949 Concerto zenekarra
- 1950 Ungarische Suite (Magyar szvit)
- 1950 Balkan Suite (Balkán szvit)
- 1953 Magyar képek
- 1954 Kleine Suite (Kis szvit)
- 1955 Rokoko Suite (Rokoko szvit) für kleines Orchester
- 1955 Favola Suite (Mese szvit)
- 1958 A város peremén Sinfonische Dichtung
- 1960 Serenade für Streicher (Serenata per Archi)
- 1962 Tanz-Skizzen (Táncvázlat)
- 1962 Divertimento
- 1963 Quadri Sportivi (Sportképek)
- 1964 Simfonietta
- 1965 Első simfonia
- 1965 Quadri di Picasso
- 1965 Schizzi Neri
- 1965 Miniatur Suite (Miniatűr szvit)
- 1966 Második simfonia
- 1967 Colori 67 (Színek 1967)
- Bakaruhában szvit
- Balcanophonia
- Fekete-fehér első szvit
- Fekete-fehér, második szvit
- Hét darab zenekarra
  1. Capricio
  2. Szerenád
  3. Maskara tánc
  4. Ébred az udvar
  5. Tarantella
  6. Ária
  7. Humoresque
- Második divertimento
- Mngongo et Mlába Suite
- Schizzi per Orchestra
- Suite Rococo per Archi

### Werke für Blasorchester
- 1970 Märchen-Suite
- 1974 Burlesques
- 1977 Zwei ungarische Tänze
- 1978 Hispanica
- 1979 Tree Schizzi per Orchestra da Fiati
- Miniaturen für Blasorchester
- Suite Rococo per Orchestra da Fiati
- Trois Pièces Caractéristiques

### Bühnenwerke
- 1958 Fekete-fehér Ballett
- 1962 Teomachia Oper – Libretto: Sándor Weöres
- 1963 Bakaruhában Ballett
- 1967 Mngongo mlába Ballett
- 1970 Fuenteovejuna (Hős falu) Oper
- 1980 Möbius tér Pantomime

### Kammermusik
- 1957 Sestetto per Arpa et Fiati für Harfe und Bläser
- 1965 Trio per Fiati
- 1965 Ritmidispari per Fiati Dottone für Bläseroktett
- 1966 Tre Pezzi per Organo für Orgel
- 1972 Ritmo et Dispari per due Corni
- 1972 Saxophon-Quartett
- Aquarelli für 2 Posaunen
- Kupferschnitt mit Holz Rhapsodie für Klarinette
- Petite Suite für 2 Klarinetten